# 290
290是289與291之間的自然數。

## 在數學中
- 合數，正因數有1、2、5、10、29、58、145和290。
質因數分解為{\displaystyle 2\times 5\times 29}。
- 虧數，真因數和為250，虧度為40。
- 不尋常數，大於平方根的質因數為29。
- 無平方數因數的數。
- 第32個楔形數。前一個為286、下一個為310。
- 十进制的奢侈數。
- 第21個不可及數。前一個為288、下一個為292。
- 無平方數因數的數
- 4個連續質數和（67+71+73+79）

## 在人類文化中
- 頤和園佔地290公頃
- 林易增以290次盜壘為台灣盜壘王
- 德基水庫大壩長度290公尺
- 蘇澳港水域面積290萬平方公尺
- 伊泰普水電站水庫總蓄水量有290億立方米
- 茂津多岬燈塔是全日本最高的燈塔，海拔290公尺，
- 是美國90號州際公路的補助線
- 聖赫倫那的國際電話區號為290
- 釣魚台列嶼的郵遞區號為290
- 汉语俗语，意指250+38+2，对人的蔑称。

## 在科學中
- 硫酸的沸點為290℃
- 丙三醇的沸點為290℃
- 中波紫外線B光，波長介於290~320奈米
- 核黃素的熔點為290℃

## 在天文中
- NGC 290 是杜鵑座的一個疏散星團
- QSO B0958+290 是一個位在小獅座的類星體
- 月亮的暑灣直徑290公里
- 婚神星是被人類發現的第三顆小行星，直徑290×240×190公里

## 在其他領域中
- 西元290年和前290年
- 泰坦一號運載火箭的比沖為290秒
- 規定的羽毛球拍拍面的長度應低於290毫米
- 九龍巴士290線，將軍澳至荃灣巴士線，簡稱將荃線

## 291-299
291
- 合數，正因數有1、3、97和291。
質因數分解為{\displaystyle 3\times 97}。
- 虧數，真因數和為101，虧度為190。
- 不尋常數，大於平方根的質因數為97。
- 第91個半質數。前一個為289、下一個為295。
- 無平方數因數的數。
- 十进制的等數位數。
- 快樂數
- 第52個質數+52（239+52）

在人類文化中
- 291藝廊是美國藝術攝影的推廣先鋒
- 冰川特快是著名的觀光路線，一共會經過291條橋樑、91個隧道
- 厄利垂亞的國際電話區號為291
- 電視動畫《七龍珠Z》一共有291話
- 是美國91號州際公路的補助線

在天文中
- NGC 291 是鯨魚座的一個星系
- 南極座是包含了南天極的星座，面積291平方度

在其他領域中
- 西元291年和前291年

292
- 合數，正因數有1、2、4、73、146和292。
質因數分解為{\displaystyle 2^{2}\times 73}。
- 虧數，真因數和為226，虧度為66。
- 不尋常數，大於平方根的質因數為73。
- 十进制的奢侈數。
- 第22個不可及數。前一個為290、下一個為304。
- 迴文數
- {\displaystyle \pi =3+{\cfrac {1}{7+{\cfrac {1}{15+{\cfrac {1}{1+{\cfrac {1}{292+{\cfrac {1}{\ddots \,}}}}}}}}}}}

在人類文化中
- 捷藍航空292號班機是航空史上第一次有乘客可以透過機上個人液晶電視現場觀看自己的命運
- 賽格廣場屋頂高292公尺，是目前世界最高的鋼管混凝土架構大廈
- 古希臘城市奧林匹亞共舉行了292屆古代奧林匹克運動會
- 日本十島村的寶島海拔292公尺，為十島村中最南端的有人島嶼

在科學中
- 二甲基亞碸的熔點為292K
- 三氟化銻的熔點為292°C

在天文中
- NGC 292是杜鵑座的一個不規則星系
- 六分儀座有LHS 292，是個耀星

在其他領域中
- 西元292年和前292年

293
- 第62個質數。前一個為283、下一個為307。
- 虧數，真因數和為1，虧度為292。
- 不尋常數，大於平方根的質因數為293。
- 無平方數因數的數。
- 十进制的等數位數。
- 此質數有下列特質
  - 非正規質數
  - 畢達哥拉斯質數
  - 陳質數
  - 愛森斯坦質數
  - 索菲熱爾曼質數
- 快樂數

在人類文化中
- B-17轟炸機的巡航空速為293公里每小時
- 拉斯維加斯有293平方公里
- 是美國93號州際公路的補助線

在科學中
- Og是一種人工合成的放射性化學元素，原子量為293
- 松脂的汽化熱為293J/g

在天文中
- NGC 293 是鯨魚座的一個星系
- 闊邊帽星系又稱為UGCA 293

在其他領域中
- 西元293年和前293年

294
- 合數，正因數有1、2、3、6、7、14、21、42、49、98、147和294。
質因數分解為{\displaystyle 2\times 3\times 7^{2}}。
- 第68個過剩數，真因數和為390，盈度為96。前一個為288、下一個為300。
  - 第69個半完全數，和為本身的其中一組因數為1、 6、 7、 14、 21、 98、 147。前一個為288、下一個為300。
- 十进制的奢侈數。

295
- 合數，正因數有1、5、59和295。
質因數分解為{\displaystyle 5\times 59}。
- 虧數，真因數和為65，虧度為230。
- 不尋常數，大於平方根的質因數為59。
- 第92個半質數。前一個為291、下一個為298。
- 無平方數因數的數。
- 十进制的等數位數。

296
- 合數，正因數有1、2、4、8、37、74、148和296。
質因數分解為{\displaystyle 2^{3}\times 37}。
- 虧數，真因數和為274，虧度為22。
- 不尋常數，大於平方根的質因數為37。
- 十进制的奢侈數。

297
- 合數，正因數有1、3、9、11、27、33、99和297。
質因數分解為{\displaystyle 3^{3}\times 11}。
- 虧數，真因數和為183，虧度為114。
- 十进制的奢侈數。

298
- 合數，正因數有1、2、149和298。
質因數分解為{\displaystyle 2\times 149}。
- 虧數，真因數和為152，虧度為146。
- 不尋常數，大於平方根的質因數為149。
- 第93個半質數。前一個為295、下一個為299。
- 無平方數因數的數。
- 十进制的奢侈數。

299
- 合數，正因數有1、13、23和299。
質因數分解為{\displaystyle 13\times 23}。
- 虧數，真因數和為37，虧度為262。
- 不尋常數，大於平方根的質因數為23。
- 第94個半質數。前一個為298、下一個為301。
- 無平方數因數的數。
- 第33個十进制的自我數。前一個為288、下一個為310。
- 十进制的奢侈數。